# 609 (číslo)
Šest set devět je přirozené číslo. Následuje po čísle šest set osm a předchází číslu šest set deset. Římskými číslicemi se zapisuje DCVIX a řeckými číslicemi χθ.

## Matematika
609 je:
- Deficientní číslo
- Složené číslo
- Nešťastné číslo

## Astronomie
- (609) Fulvia je planetka hlavního pásu, kterou objevil v roce 1906 Max Wolf

## Roky
- 609
- 609 př. n. l.